# Cariosside
In botanica, con il termine cariosside si indica un frutto secco indeiscente (frutto che, anche giunto a completa maturazione, non si apre spontaneamente per fare uscire il seme) monospermio (contenente cioè un solo seme) tipico della famiglia delle Graminaceae. È chiamato nel linguaggio corrente "chicco", e granella nel linguaggio tecnico-pratico.  Esempi sono la cariosside del frumento, del riso, del mais.

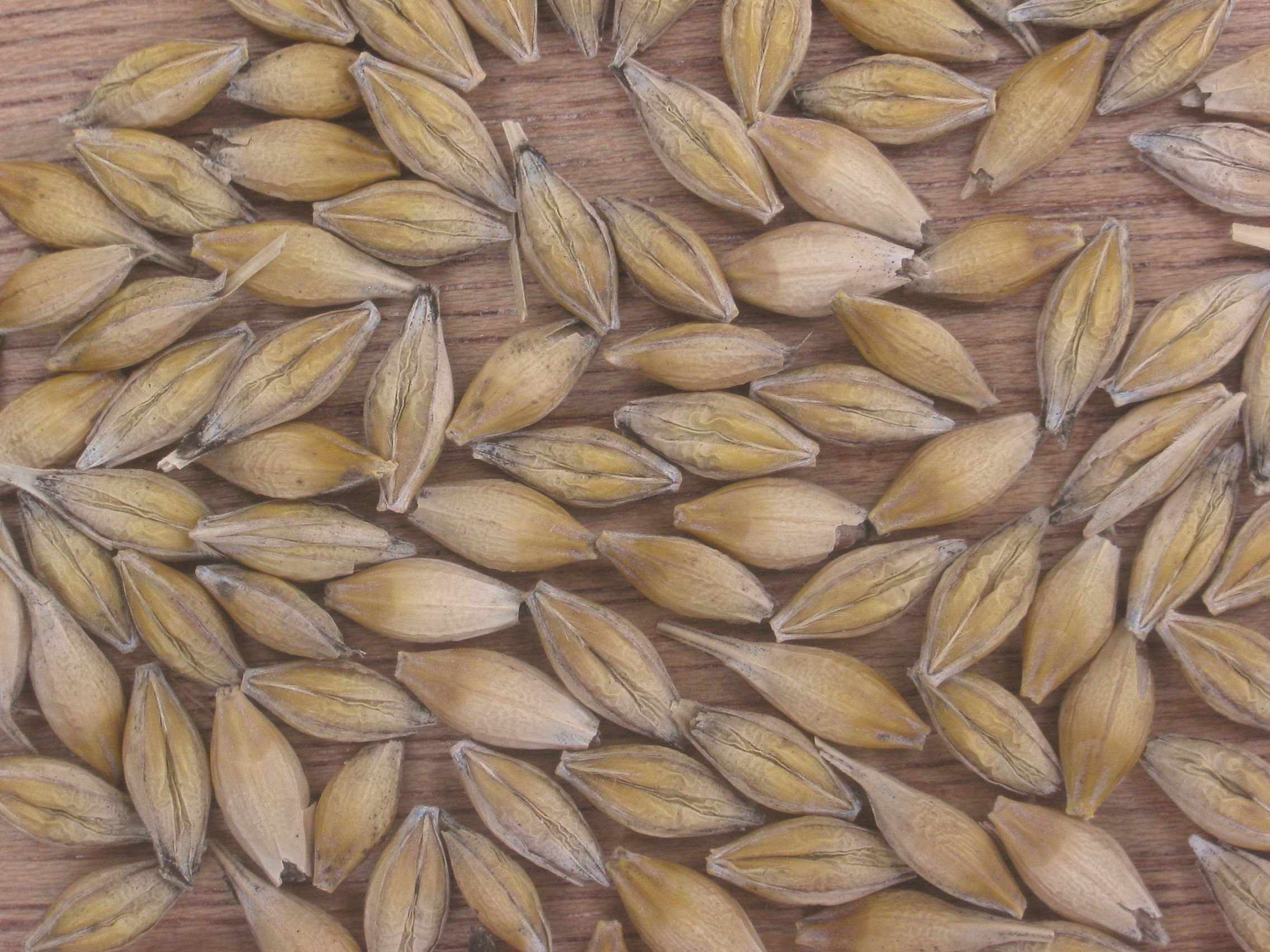
Cariossidi di orzo comune

## Descrizione

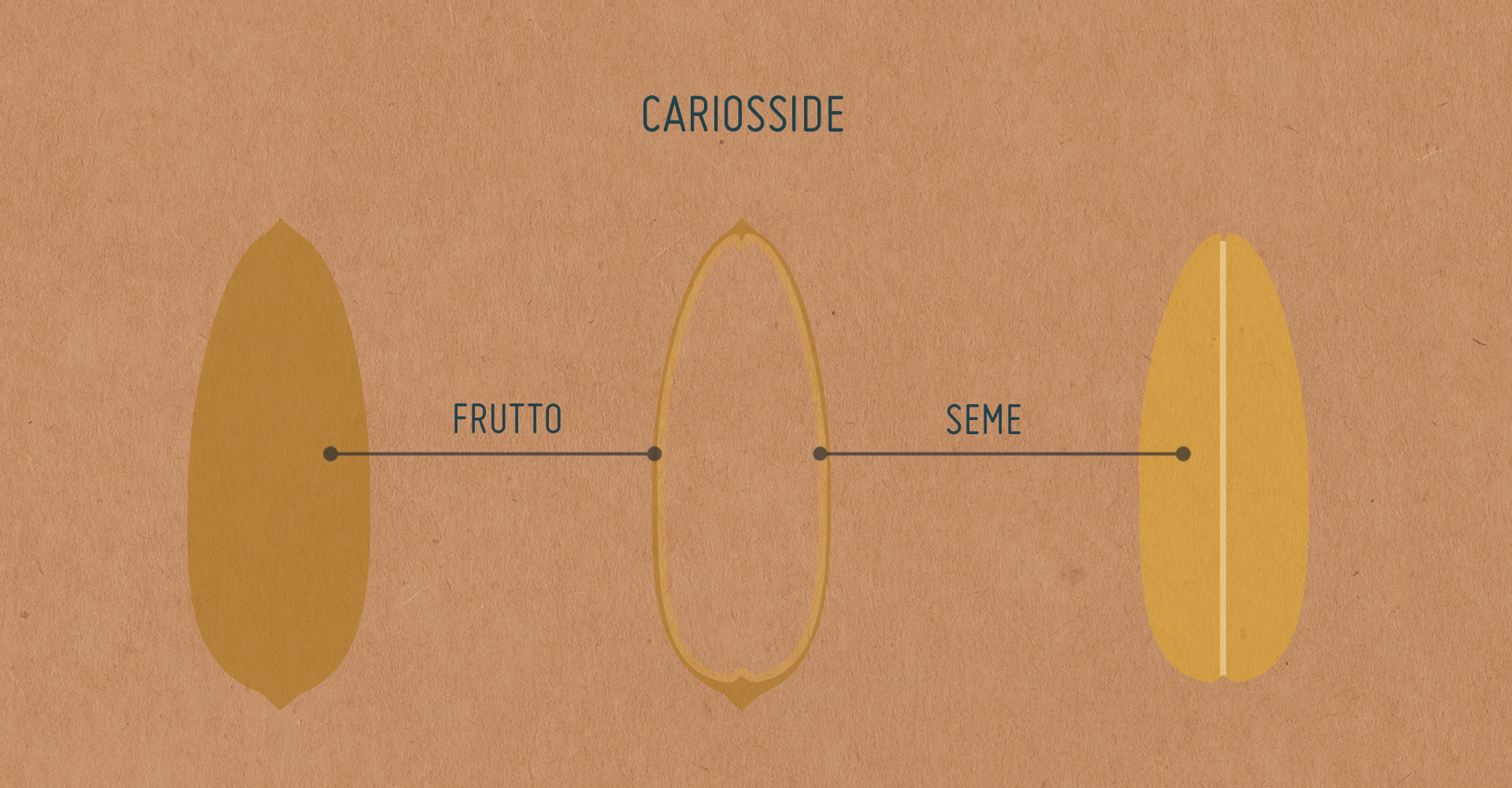
Schema di una cariosside

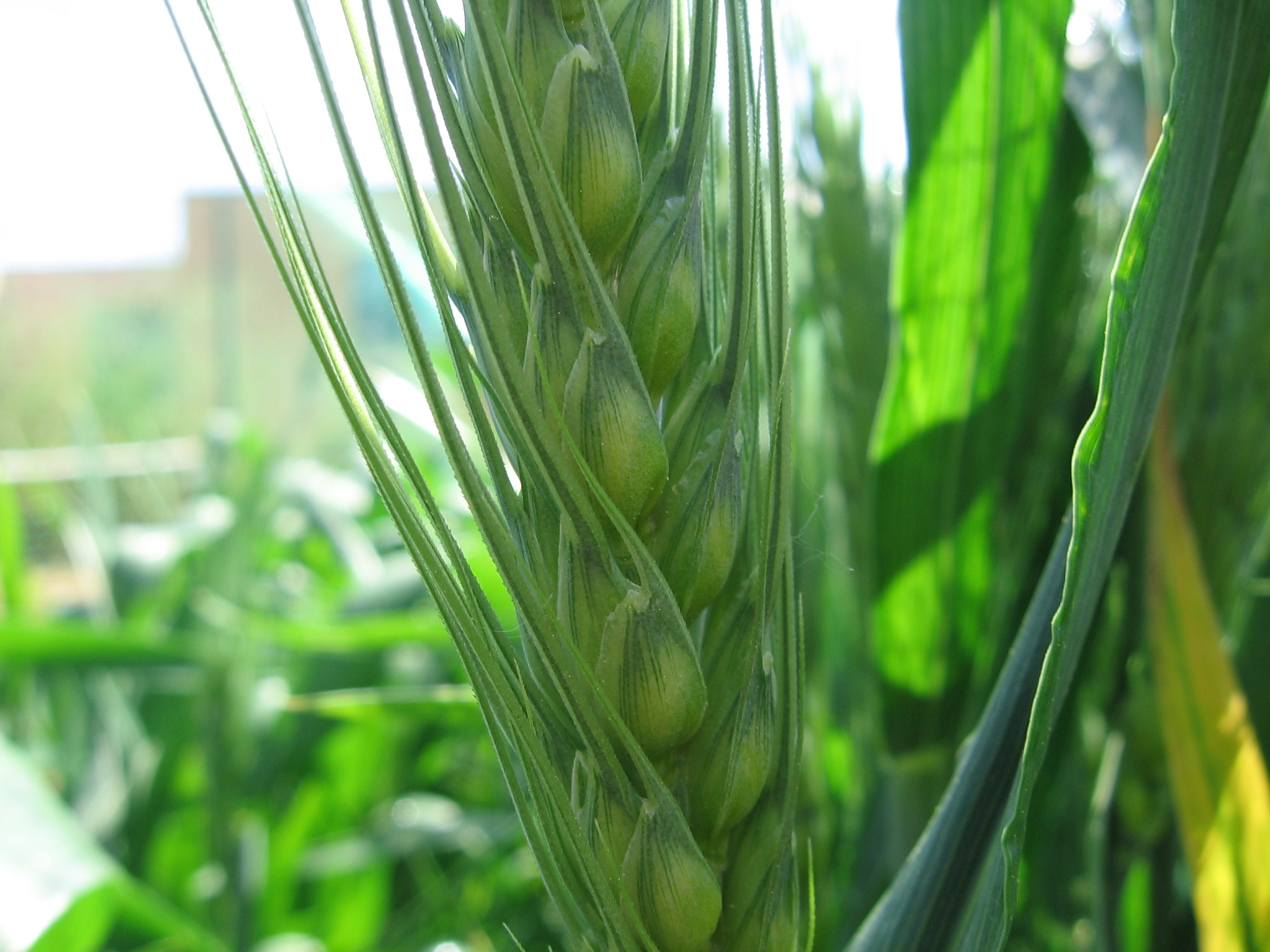
Dettaglio di cariossidi

Deriva da un  ovario supero, pluricarpellare (cioè formato da più foglie modificate). È considerata da alcuni autori una modificazione di un achenio da cui differisce perché, nella cariosside, il seme è saldato ai tegumenti del frutto. Questa caratteristica lo fa anche denominare frutto-seme. 
È caratterizzata da un abbondante tessuto di riserva chiamato endosperma, formato da proteine e amido, che può costituire fino al 90% del peso secco della cariosside. L'endosperma amilaceo (definito anche albume) è circondato da una porzione formata da uno strato di cellule ricche di proteine (strato aleuronico, circa il 5% del peso secco).  L'endosperma contiene anche piccole percentuali di grassi, sostanze minerali ed enzimi utili soprattutto alla germinazione
L'embrione (2-4% del peso, chiamato germe di grano in linguaggio non tecnico) è periferico ed in genere visibile come un rilievo sulla parte dorsale della cariosside. La parte restante (8-10 %) è formata dai tegumenti del frutto e del seme (pula o crusca) ed è generalmente eliminata nella produzione delle farine raffinate.
La forma è varia, generalmente ellittica con una faccia convessa ed una pianeggiante; su questa si trova una depressione detta ilo. L'ilo rappresenta il punto in cui il funicolo dell'ovulo si attacca alla parete interna dell'ovario e può essere rotondo, ellittico o lineare.
In alcuni casi (es. l'orzo e il farro) alcune parti del fiore (le glume e le brattee che ricoprono la spighetta) rimangono aderenti alla cariosside che si definisce in tal caso vestita.